# Cyrtostachys elegans
Cyrtostachys elegans är en enhjärtbladig växtart som beskrevs av Karl Ewald Maximilian Burret. Cyrtostachys elegans ingår i släktet Cyrtostachys och familjen Arecaceae. Inga underarter finns listade i Catalogue of Life.